# Live on I-5
Live on I-5 – album koncertowy amerykańskiej grupy grunge’owej Soundgarden. Album trafił do sklepów 22 marca 2011 roku i jest pierwszym oficjalnym koncertowym wydawnictwem zespołu. Materiał na „Live On I-5” został zarejestrowany w 1996 roku podczas trasy koncertowej po Zachodnim Wybrzeżu Stanów Zjednoczonych promującej album „Down On The Upside”. Nagrań dokonał inżynier dźwięku Adam Kasper przy użyciu 24-śladowego przenośnego studio. Płyta z wyborem nagrań z trasy miała ukazać się zaraz po jej zakończeniu, ale po rozpadzie grupy, taśmy przeleżały w szafie w Studio X w Seattle (obecnie przemianowane na Bad Animals) pokrywając się grubą warstwą kurzu. Na płycie znajdą się również 2 covery, "Helter Skelter" zespołu The Beatles i "Search And Destroy" The Stooges. Tytuł albumu odnosi się do nazwy międzystanowej drogi nr 5 przecinającej Zachodnie Wybrzeże Stanów Zjednoczonych.

## Lista utworów
1. "Spoonman"
2. "Searching with my Good Eye Closed"
3. "Let Me Drown"
4. "Head Down"
5. "Outshined"
6. "Rusty Cage"
7. "Burden in My Hand"
8. "Helter Skelter"
9. "Boot Camp"
10. "Nothing to Say"
11. "Slaves & Bulldozers"
12. "Dusty"
13. "Fell on Black Days"
14. "Search and Destroy"
15. "Ty Cobb"
16. "Black Hole Sun"
17. "Jesus Christ Pose"

- Utwory 1-3, 5, 8-9, 15 nagrane 30 listopada, 1996 w Del Mar Fairgrounds w Del Mar, Kalifornia
- Utwory 4, 10, and 14 nagrane 18 grudnia, 1996 w Mercer Arena w Seattle, Waszyngton
- Utwór 6 nagrany 7 grudnia, 1996 w Pacific National Exhibition Forum w Vancouver, Kolumbia Brytyjska
- Utwór 7 nagrany 8 grudnia 1996 w Salem Armory in Salem, Oregon
- Utwory 11-13 nagrany 5 grudnia, 1996 w Henry J. Kaiser Convention Center w Oakland, Kalifornia
- Utwór 16 nagrany 17 grudnia, 1996 w Mercer Arena w Seattle, Washington

## Twórcy
- Chris Cornell – wokal, gitara
- Kim Thayil – gitara prowadząca
- Ben Shepherd – gitara basowa
- Matt Cameron – perkusja